# Fort des Basses-Perches
Le fort des Basses-Perches, appelé brièvement fort Valmy (nom Boulanger en l'honneur du maréchal Kellermann, duc de Valmy), a été construit entre 1874 et 1877 à l'emplacement d'une redoute qui, avec celle des Hautes-Perches, a joué un rôle déterminant lors du siège de Belfort en 1870-71. C'est un ouvrage faisant partie des fortifications de l'Est de la France, du type Séré de Rivières. Il appartient à la place forte de Belfort et est situé sur les communes de Danjoutin et de Belfort dans le département du Territoire de Belfort en région Bourgogne-Franche-Comté.
Le fort des Hautes-Perches, datant de la même époque, se situe à proximité.

## Description
Ce fort a la particularité d'être équipé, dès sa construction, de coffres de contrescarpe en lieu et place des caponnières, alors qu'à cette époque, les caponnières furent utilisées massivement.
À partir de 1893, ce fort fut relié à un certain nombre d'autres forts autour de Belfort grâce à un chemin de fer stratégique.
|  |  |
|  |  |
|  |  |
|  |  |
|  |  |
|  |  |